# 2298 Cindijon
2298 Cindijon este un asteroid din centura principală, descoperit pe 2 octombrie 1915 de Max Wolf.